# Gippsland Aeronautics
Gippsland Aeronautics (ou GippsAero) est un constructeur aéronautique australien installé sur l'aéroport de la Vallée Latrobe à Morwell.
Depuis 2009, la société est la propriété du groupe indien Mahindra. Ses produits actuels sont le monomoteur 8 places GA8 Airvan et l'avion agricole GA200 Fatman.

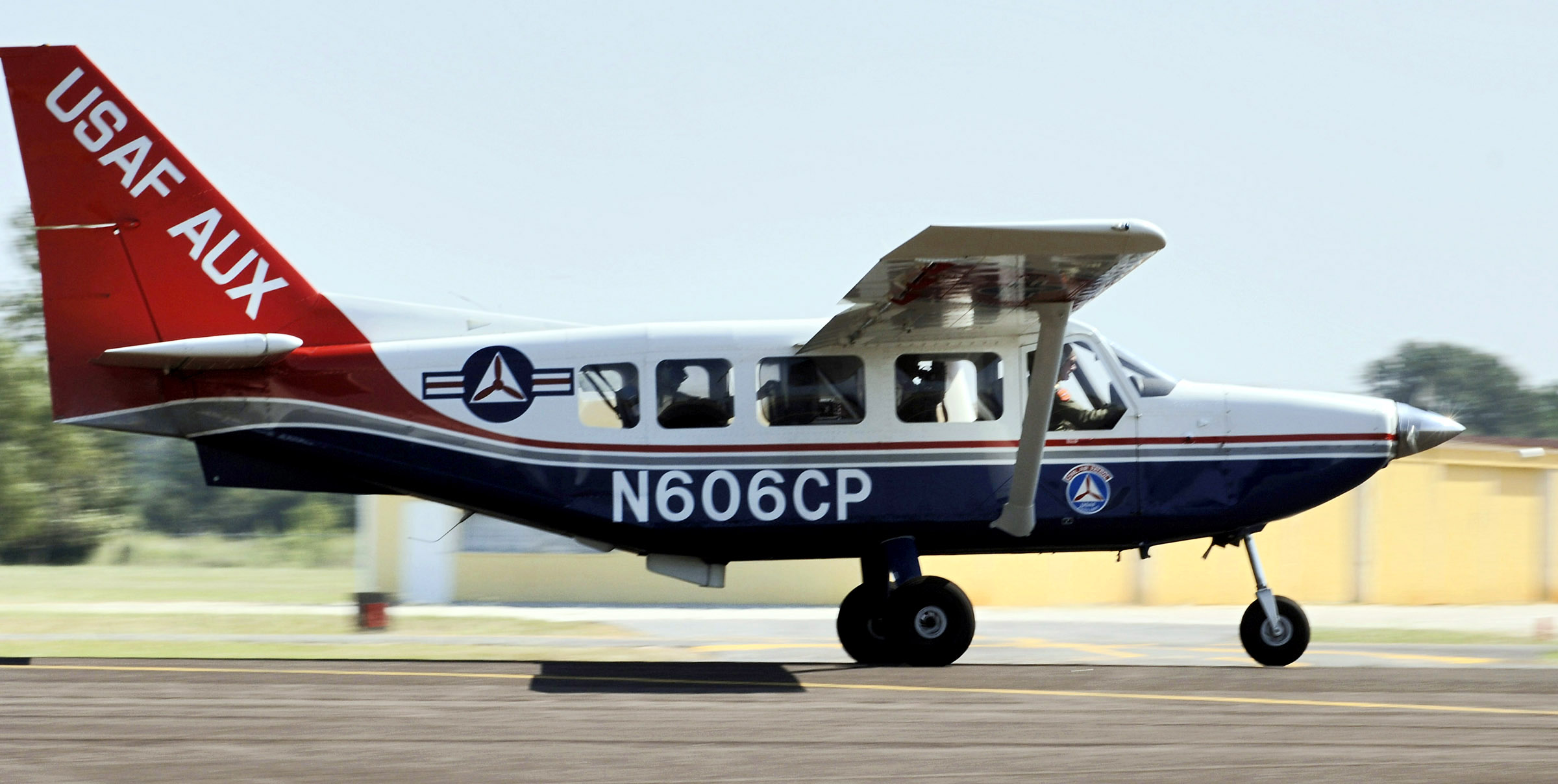
Un GA8 Airvan du Civil Air Patrol en 2005.

## Historique
Gippsland Aeronautics a été créée par Peter Furlong et George Morgan, pilotes et constructeurs amateurs. Elle débuta par des activités de maintenance aéronautique sur l'aéroport de Latrobe à Morwell en 1977 et avait pour clients le National Safety Council d'Australie, Esso Australia, ainsi que des exploitants nationaux.
- 1977 - Peter Furlong crée Gippsland Aeronautics
- 1984 - George Morgan rejoint Peter Furlong pour former Gippsland Aeronautics Pty Ltd
- 1985 à 1991 - Gippsland Aeronautics développe l'avion agricole GA200 selon des spécifications locales pour supplanter le Piper PA-25 Pawnee.
- 1991 - Le GA200C Fatman est certifié par l'Australian Civil Aviation Authority.
- 1993 - La société entame la conception du GA8 qui commercialement doit s'insérer dans la niche entre le 6 places Cessna 206 et le 10 places Cessna Caravan.
- 1995 - Le prototype du GA8 Airvan est présenté en mars 1995 et participe à l'Australian International Airshow à Avalon.
- 1996 - Le prototype du GA8 Airvan fait son premier vol en août 1996. Il entame ensuite son programme de tests.
- 2000 - Le GA8 Airvan est certifié FAR23 Amendment 48 par l'Australian Civil Aviation Safety Authority.
- 2001 - En décembre, le premier Airvan exporté est livré à la compagnie Maya Island Air à Belize.
- 2002 - La US Civil Air Patrol choisit Gippsland Aeronautics pour s'équipe d'Airvan : c'est la première organisation américaine à s'équiper d'Airvan et c'est la plus grande flotte de GA8.
- 2003 - L'Airvan obtient la certification canadienne ainsi que celle de la FAA.
- 2004 - Premier  Airvan livré à l'exploitant canadien Wings Over Wilderness.
- 2005 - Le GA8 est certifié par l'European Aviation Safety Agency (EASA)
- 2006 - Le 100e Airvan sort en septembre 2006, ce qui est considéré comme un évènement majeur pour l'industrie aéronautique australienne. Seuls, deux autres constructeurs d'avion civil australiens ont construit plus de 100 avions dans cette période après-guerre :  Victa Airtourer avec 168 monomoteurs légers et GAF (Government Aircraft Factories) avec 170 bimoteurs GAF Nomad.
- 2007 - février - Gippsland Aeronautics a construit 110 GA8 Airvans et 50 GA200 Fatmans.
- 2009 - décembre - Mahindra Aerospace Pvt. Ltd. (MAPL), du groupe Mahindra Group of India, est actionnaire majoritaire à 75,1 % du capital de GippsAero[1].

## Développements
Le 18 juin 2008, Gippsland Aeronautics annonce disposer des droits sur l'ancien GAF Nomad, et ainsi en redémarrer la production. Ce nouveau Nomad bimoteur de 18 place désigné GA18, est équipé de nouveaux moteurs d'un glass cockpit et d'une structure allégée. Son étude suivra la réalisation du 10 places GA10.
En mars 2011, lors de l'Australian International Airshow, GippsAero présente le GA10 qui est une évolution de 8 places GA8 Airvan à moteur à pistons. Le GA10 est une cellule rallongée et remotorisée avec un turbopropulseur pour accroître rayon d'action et charge utile.Le premier vol était prévu en octobre 2011 pour une mise en service dans le courant de 2013.

## Avions
- Gippsland GA200
- Gippsland GA8 Airvan
- Gippsland GA10 Airvan
- Gippsland GA18 GAF Nomad modernisé